# Герб Перемишля
Ге́рб Пере́мишля — символ міста Перемишль, міський герб. На лазуровому полі чорний крокуючий ведмідь, над яким золотий лицарський хрест. Щит увінчаний золотою королівською короною. Під щитом — чорний латинський напис на золотій стрічці: Libera Regia Civitas (вільне королівське місто). Затверджений 1991 року. Походить від старовинного герба з печатки міського магістрату Перемишля.